# Museo Andes 1972
El Museo Andes 1972 está ubicado en la peatonal Rincón 619, en el barrio Ciudad Vieja de Montevideo, Uruguay.
Es un museo privado y temático sobre la Tragedia y Milagro en los Andes, el accidente aéreo ocurrido en la cordillera de los Andes el 13 de octubre de 1972 a un grupo de 45 uruguayos que viajaban a Chile. En el vuelo, viajaban quince rugbistas del Old Christians Club así como algunos familiares, amigos y cinco tripulantes. Su historia de sobrevivencia ha tenido trascendencia a nivel mundial, a través de más de 45 libros, publicaciones, películas, documentales, conferencias y artículos de prensa.
El museo está dedicado a la memoria de las 29 personas fallecidas y a quienes, arriesgando su propia vida, salvaron las de sus camaradas. Constituye también un reconocimiento a los 16 compatriotas que «volvieron a la vida» después de su odisea de 72 días. El museo fue declarado de Interés Cultural (MEC 2013-11-0001-4024) y Turístico (MINTUR 201 301 768).

## Creación

### Antecedentes
Una muestra titulada “Uruguayos tenían que ser” se presentó en varios espacios:
- Centro cultural BGMOCA (The Bohemian Gallery & Museum of Contemporary Art), 22 de agosto y el 23 de septiembre de 2012 en el “Tajamar de Carrasco”.

- Conrad de Punta del Este, 4 al 13 de enero de 2013.[4]
- Complejo Solanas en Punta Ballena, 15 de enero a 13 de febrero de 2013.[5]
- Hall del LATU, durante la Conferencia Internacional Isotécnicadiez, 28-29 de mayo de 2013.[6]

La exposición fue creada por iniciativa del Sr. Jörg P. A. Thomsen dado que en reiteradas ocasiones en sus viajes por negocios sus clientes del extranjero le preguntaban particularidades de la historia. Considerando que la historia estaba en un grado de madurez suficiente para concretar la muestra, el curador se puso en contacto con todas las personas que, de alguna manera, fueron afectadas por el accidente para obtener los objetos y relatos.
En la etapa inicial se contó con el apoyo técnico del Dr. Roberto Canessa, sobreviviente de la tragedia. La muestra al igual que el museo esta dedicada a la memoria de los 45 protagonistas y sus familiares.

### Inauguración
El museo fue fundado y financiado al igual que las cuatro exposiciones en Montevideo y Punta del Este por Jörg P. A. Thomsen. El proyecto se pudo concretar gracias a la colaboración inicial de Andrea C. Prada y al correr de los años muchos otros colaboradores que aportan ideas propendiendo un objetivo común: el de ser dignos representativos de los 45 protagonistas de esta historia única. El natural interés del público, en relación con los aspectos emotivos y humanos que rodearon a la tragedia y al milagro ocurridos en el Valle de las Lágrimas en la Cordillera de los Andes en 1972, motivan al staff a continuar con esta obra.
El lugar y la exposición pretenden dar respuesta al interés mundial por una historia que muchas veces ha ayudado a terceras personas a sobrellevar situaciones críticas y encontrar un camino alternativo, promoviendo la difusión de algunos valores presentes en la sociedad uruguaya: solidaridad, trabajo en equipo, tenacidad, generación de objetivos, liderazgo, resiliencia, creatividad y confianza.

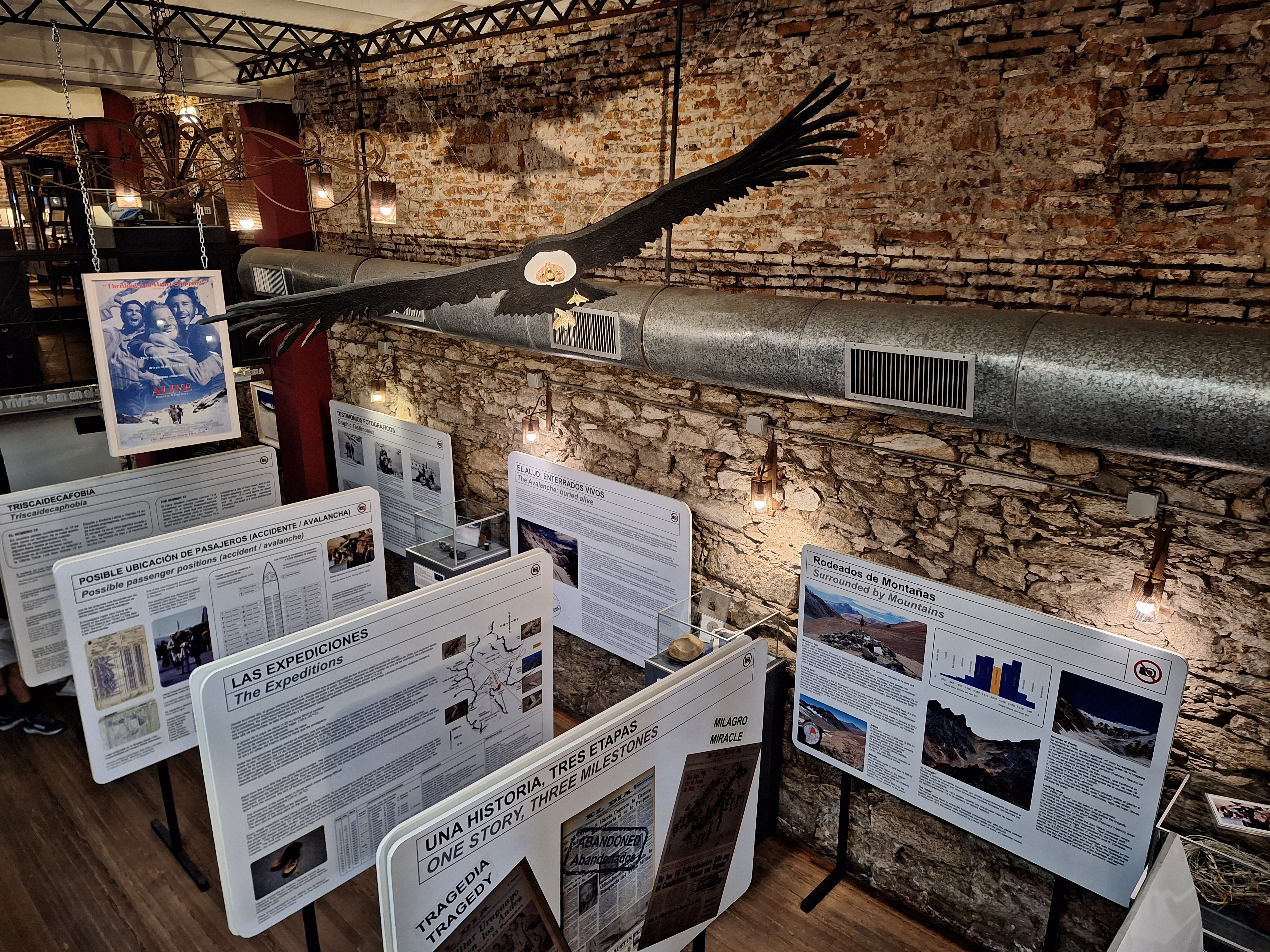

El acto de inauguración tuvo lugar el 11 de octubre de 2013 en el propio museo. Estuvieron presentes la ministra de Turismo Liliam Kechichian, la Intendenta de Montevideo Ana Olivera, autoridades de la Fuerza Aérea Uruguaya, personas vinculadas a la cultura y el turismo y varios embajadores: Alemania, Argentina, Brasil, Chile, Irán, Israel, Suiza, entre otros. Además, familiares y amigos de los sobrevivientes de la tragedia en los Andes, siete de los propios sobrevivientes: Roberto Canessa, Gustavo Zerbino, Alfredo Delgado, Álvaro Mangino, Javier Methol, José Luis Inciarte, y Roy Harley, y también familiares de los pasajeros que no pudieron volver, miembros de las familias Nogueira, Nicolich, Nicola y Martínez Lamas.

## Acervo del museo

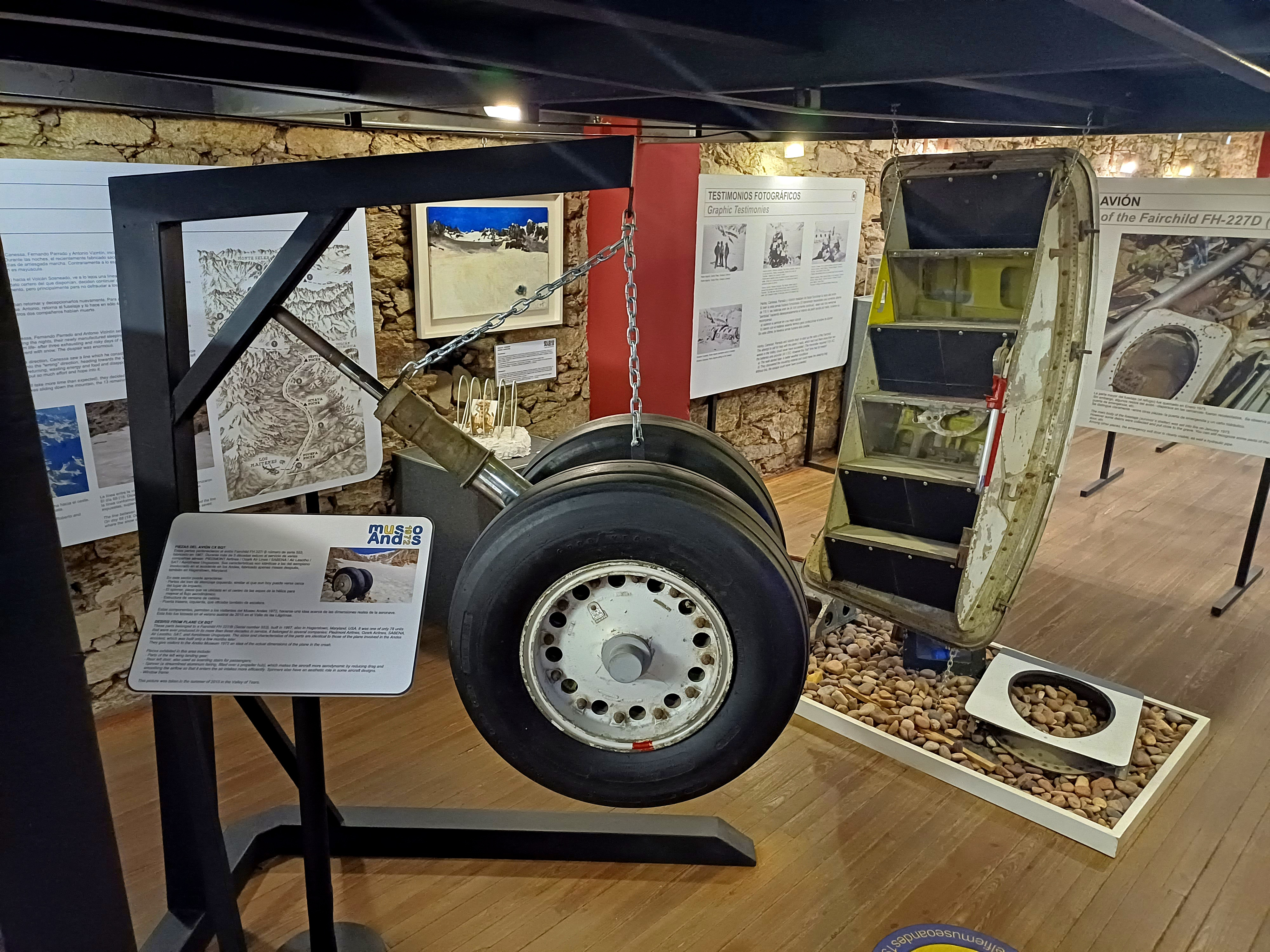

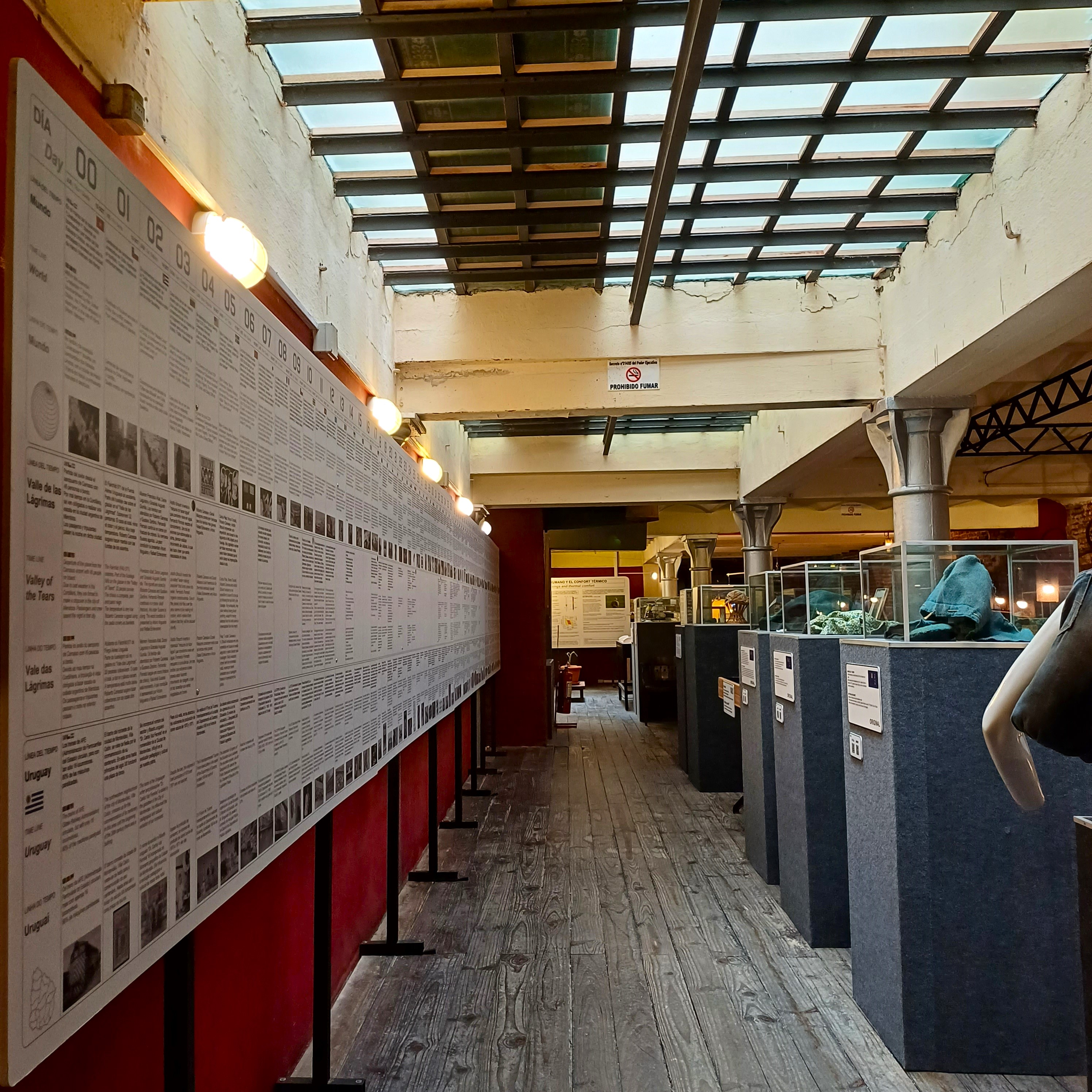

El museo consta de tres niveles en los que se exhiben 45 vitrinas con objetos originales y 50 paneles informativos e interactivos en español e inglés, además de tres videos alusivos a la historia. 
Los objetos en exhibición sirven de testimonio, parte de la exposición son fotografías inéditas, dibujos explicativos, documentos, indumentaria, pertenencias personales de los pasajeros, objetos creados o adaptados, partes del avión siniestrado, etc. 
La colección de materiales, que se inició para la muestra en 'El Tajamar de Carrasco', incluye abrigos, calzados y accesorios que conservaban los sobrevivientes o los familiares de los fallecidos, cada uno asociado a una particular historia, hoy en día se encuentran en el museo.  
Uno de los tantos artículos que se exponen la "máquina" de producir agua, un colector solar fabricado con partes de aluminio del avión para transformar el hielo en agua a pesar de las temperaturas menores a los 30°. Es un claro ejemplo de creatividad y adaptación al medio. 
De importancia son también las reproducciones ampliadas de las cartas de G. Nicolich y A. Nogueira, dos jóvenes que no regresaron, dirigidas a sus familiares con esperanza de volver a verlos. El estudio de estos documentos del comportamiento humano frente a la adversidad, constituye un singular aporte a la psicología. 
También se presentan una serie de paneles que contienen líneas de tiempo, generando un paralelismo de lo sucedido cada día, tanto en el Valle de las Lágrimas, como en Uruguay y en el mundo, durante los 72 días, con lo cual se percibe la magnitud de la tragedia y lo ignorado de su situación. Esta cronología fue elaborada sobre la base de noticias de los periódicos de la época.

## El edificio

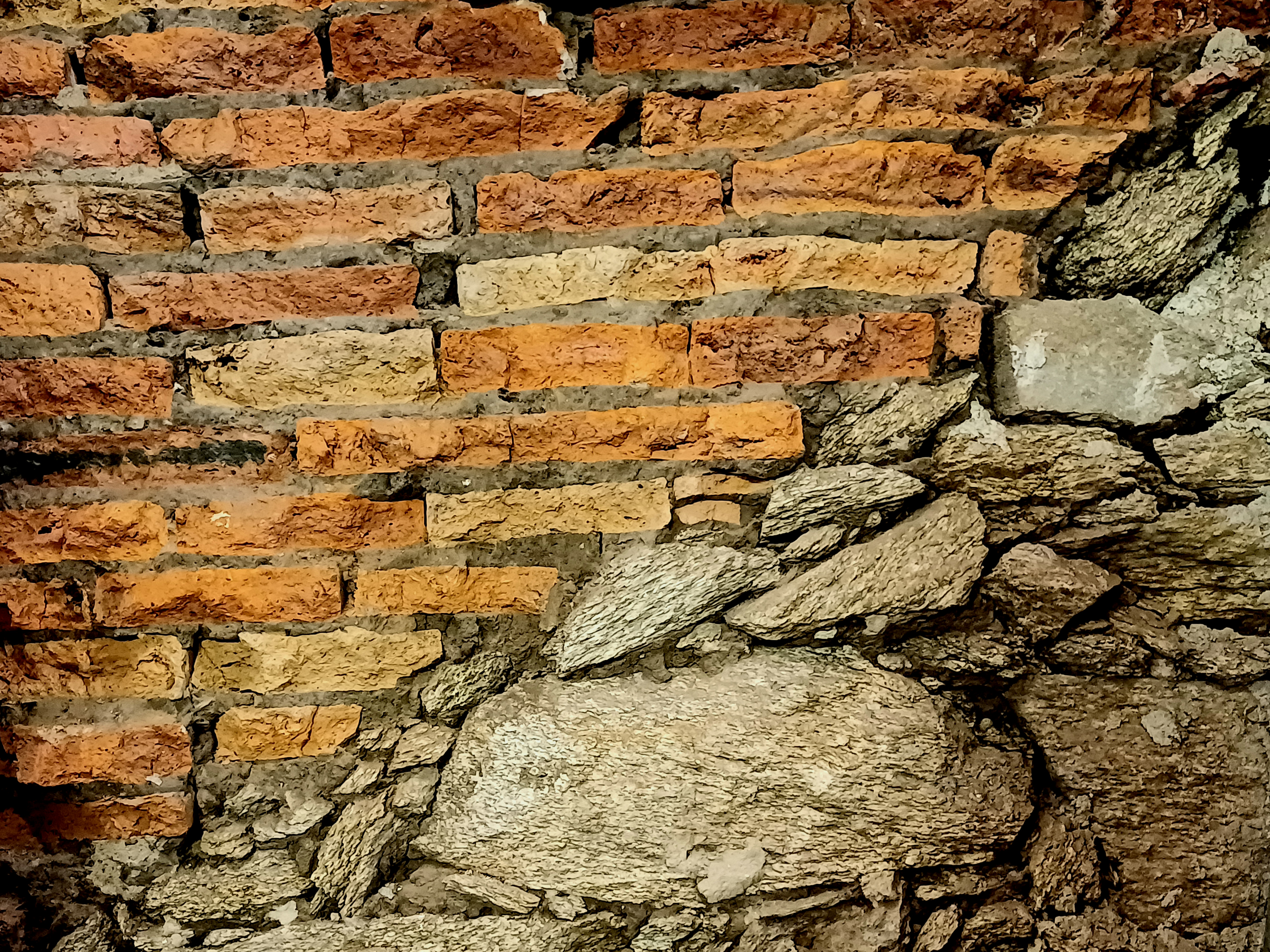

Es una antigua casona construida alrededor de 1850, ubicada en la calle Rincón 619 entre Bartolomé Mitre y Juan Carlos Gómez, a 27 metros al este de la Plaza Matriz.
Se aprecian en ella vestigios de construcciones coloniales: las antiguas paredes de piedra y ladrillo, el techo de bovedilla, y las columnas de hierro fundido.
La construcción es simétrica con la casa contigua. En sus orígenes, la planta baja se destinó al comercio y la planta alta era utilizada como oficinas. 
En su fachada se destacan el basamento de granito y la decoración de la planta alta con pilastras corintias y balcones de mármol de Carrara.
Las  columnas interiores están coronadas por capiteles de hierro fundido. Los muros  están compuestos por ladrillos artesanales de la época (asentados en barro) y roca obtenida de los restos de la muralla colonial de Montevideo, luego de su demolición en 1829.
Manuel Bastos, inmigrante portugués, compró la casa en 1887 para destinarla a comercio, fue heredada por su nieta Inés Bastos, abuela del curador del museo y ha permanecido en manos de la familia por siete generaciones.

## Espacio cultural El Arriero

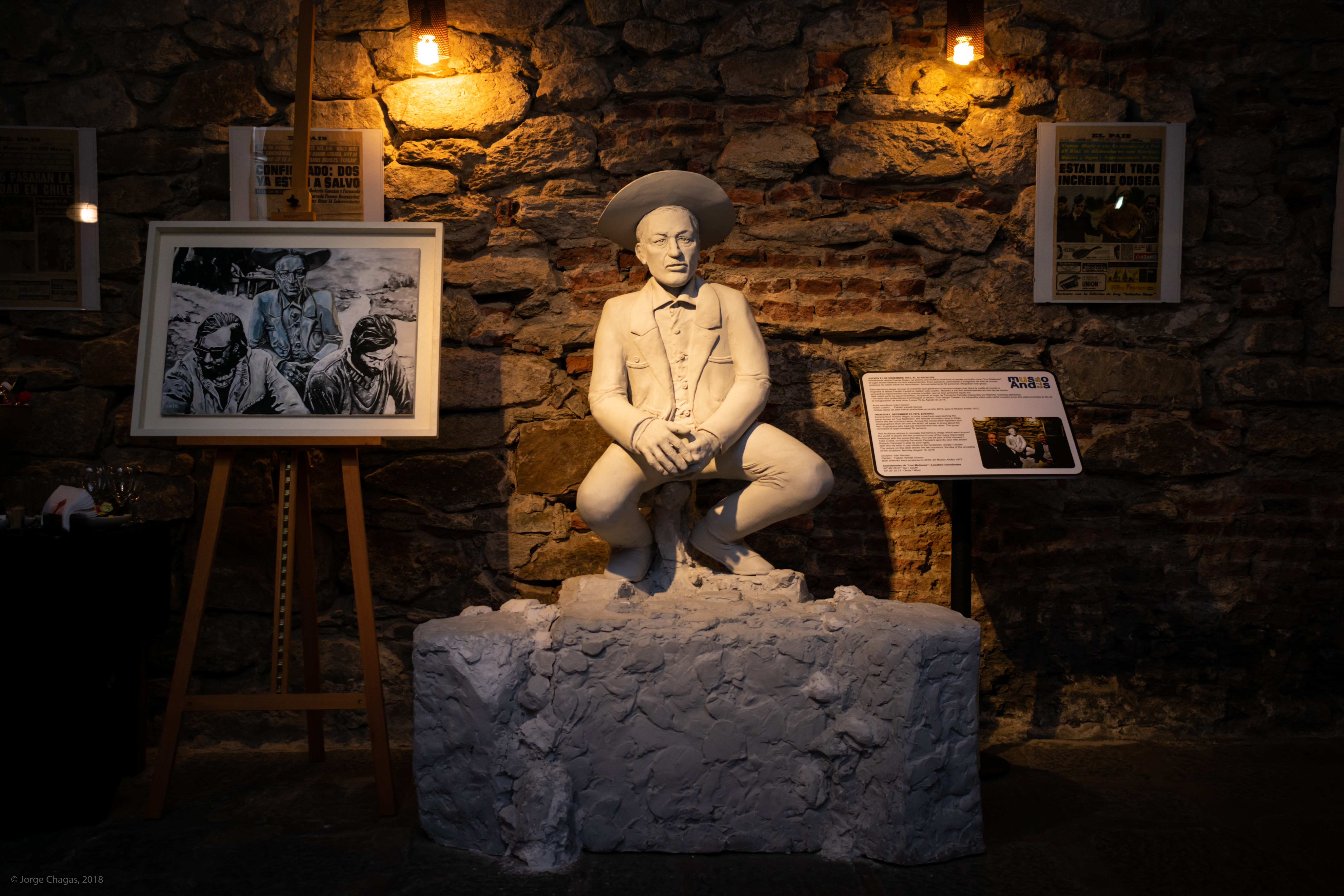
Escultura hecha por Iván Hansen representa al arriero Sergio Catalán. A su lado cuadro hecho por Fabian Varietti, representando la famosa imagen de Fernando Parrado y Roberto Canessa sentados al lado del arriero.

En el subsuelo del edificio se ubica el espacio cultural 'El Arriero', con capacidad para 70-100 personas. Fue inaugurado el 13 de mayo de 2014, en el marco del Día Internacional de los Museos, como parte de la programación oficial de la segunda edición de “Montevideo + Museos".
La denominación de este espacio homenajea al arriero chileno Sergio Catalán, quien al prestar asistencia a Fernando Parrado y Roberto Canessa, de hecho viabilizó el rescate de los sobrevivientes de la tragedia; se considera pues a este chileno como el héroe oculto de aquella historia, por su actitud altruista de ofrecer ayuda a unos desconocidos, y cabalgar durante horas en busca de socorro.
El citado espacio cultural fue abierto al público con una exposición de obras de arte vinculadas a la temática del museo, algunas de autoría de los sobrevivientes, como los cuadros de Eduardo Strauch y de José Luis Inciarte.
Está destinado a la realización de actividades académicas cuyas temáticas giren en torno a los valores y los objetivos de vida que en su momento guiaron al grupo de sobrevivientes, así como a presentación de libros, conferencias y en general otras actividades de interés académico-cultural.
El 15 de agosto de 2016, en el subsuelo del museo, se realizó un homenaje al arriero chileno Don Sergio Catalán, con asistencia de familiares del mismo, oportunidad en la que se descubrió un monumento que le representa.

## Sobre los visitantes

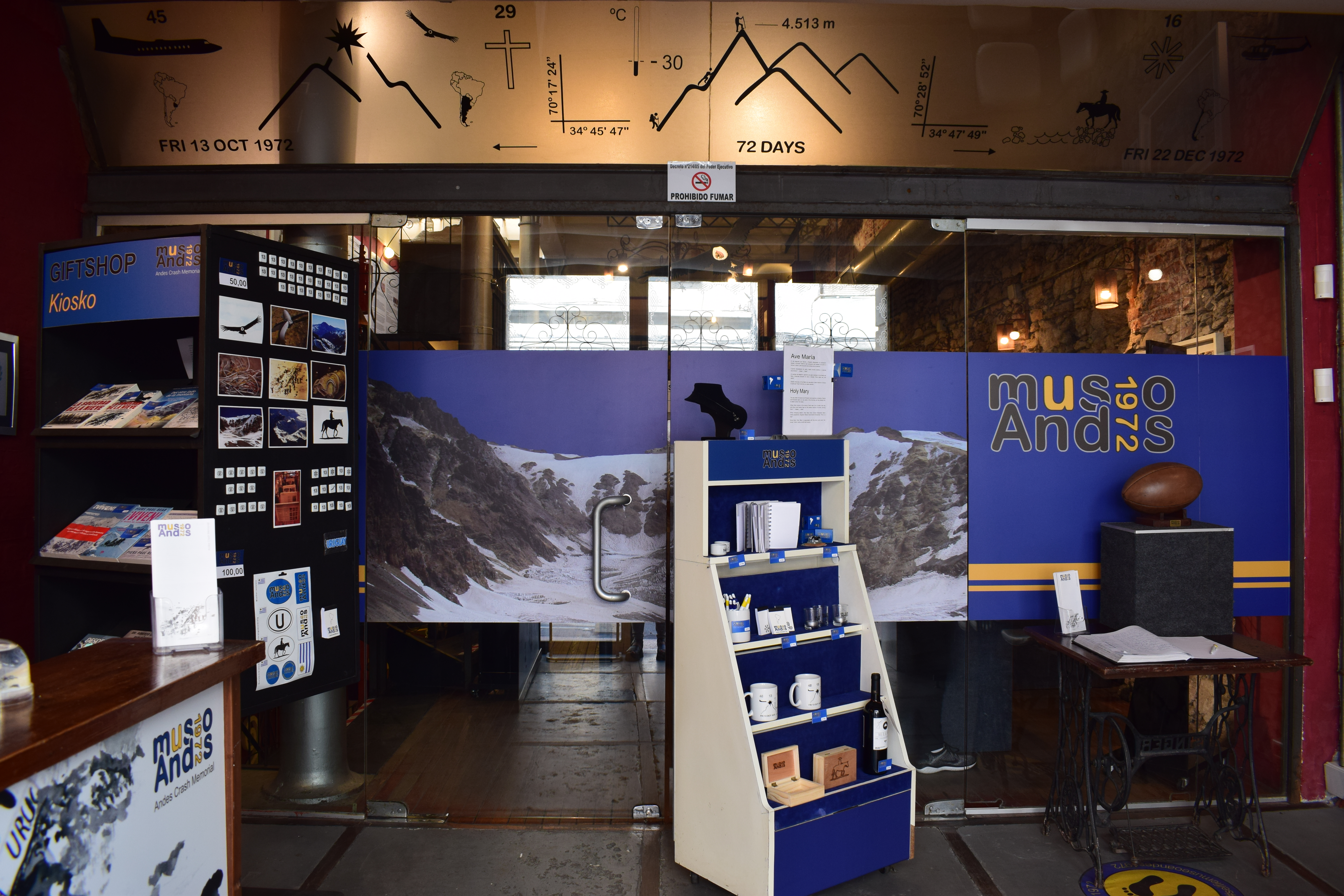
Entrada del Museo Andes 1972 y tienda de regalos

El museo recibe muchos turistas que llegan de diversas partes del mundo para estar en contacto con la materialización de un hecho histórico que ha sido objeto de estudios sociológicos. Suelen llegar por referencias de otros visitantes que provienen hasta la fecha de más de 114 naciones, con un fuerte predominio de brasileños, tal como consta en el libro de visitas y se desprende de la información de la plataforma TripAdvisor. La comunicación es en español, portugués, inglés y alemán. Además de la información gráfica y escrita, cuenta esporádicamente con la guía de los propios creadores del museo. Está abierto a todo público, se considera más disfrutable contar con un leve conocimiento de la historia previamente.
En el Kiosko del museo están a la venta diversos libros relacionado con la historia en varios idiomas, como también suvenires.